# Dolchamar
Dolchamar – fiński zespół muzyczny założony w 1999 w Londynie, grający rocka, punk, rap, techno i hip-hop. Zespół wszystkie piosenki wykonuje w języku esperanto.
W zespole na keyboardzie grała Leena Peisa, obecnie występująca z grupą Lordi. Pierwszy album, Lingvo Intermonda, zespół wydał w 2000 r. Jest to jedyny album z udziałem Leeny. 